# Elsa von Freytag-Loringhoven
Elsa von Freytag-Loringhoven (12 de julio de 1874-14 de diciembre de 1927) fue una artista alemana. Destacó en pintura, escultura, performance y poesía.
Pese a ser europea desarrolló la mayor parte de su obra en Greenwich Village, en Nueva York, centro mundial de la cultura artística y bohemia. Está considerada la primera artista del movimiento vanguardista del Dadaísmo. Se hizo famosa por su escandalosa vida y sus excentricidades.
Olvidada de la historia del arte vanguardista, en 2011 se publicó un libro que reúne parte de su poesía.

## Biografía
Elsa Hildegard Plötz nació el 12 de junio de 1874, en Swinemünde (Świnoujście), pequeña ciudad del Imperio Alemán, en la actual Polonia. Era hija de la pianista Ida Marie Kleist y de Adolf Plötz, un masón practicante. Durante su infancia y adolescencia Elsa sufrió por el excesivo control que ejerció su padre sobre ella. A los 18 años, después de la muerte de su madre escapó de su casa y se trasladó a Berlín, para vivir en la casa de una tía suya.

### Inicios
Comenzó a trabajar en un cabaret, donde contrajo sífilis, haciendo de estatua griega, posó para artistas del lugar y frecuentó los círculos de teatro bohemios.
Estudió arte en Dachau, cerca de Múnich, antes de casarse en 1901 con el arquitecto berlinés August Endell, después de lo cual cambió su nombre por el de Elsa Endell. Tenían una relación abierta, y en 1902 se enamoró de un amigo de su marido, Felix Paul Greve -poeta y traductor de origen alemán que años más tarde se convertiría en el autor canadiense Frederick Philip Grove- y los tres juntos se trasladaron a Palermo en el verano de 1903.
Siguieron varias mudanzas por lugares como Wollerau (Suiza) y Le Touquet-Paris-Plage (Francia). En el año 1906, Elsa y Greve regresaron a Berlín, donde se casaron el 22 de agosto de 1907. Más adelante, en 1910, ambos de mudaron a Estados Unidos y tuvieron una pequeña granja en Kentucky. Poco después Greve se fue y ella siguió camino hacia el este, recalando en Nueva York. En ese tiempo conoció a quien se convertiría en su tercer marido, el barón alemán Leopold von Freytag-Loringhoven. Se casaron en 1913 en Nueva York y fue a partir de ese momento cuando empezó a ser conocida como la baronesa dadaísta Elsa von Freytag-Loringhoven.

### Estadía y carrera en Nueva York

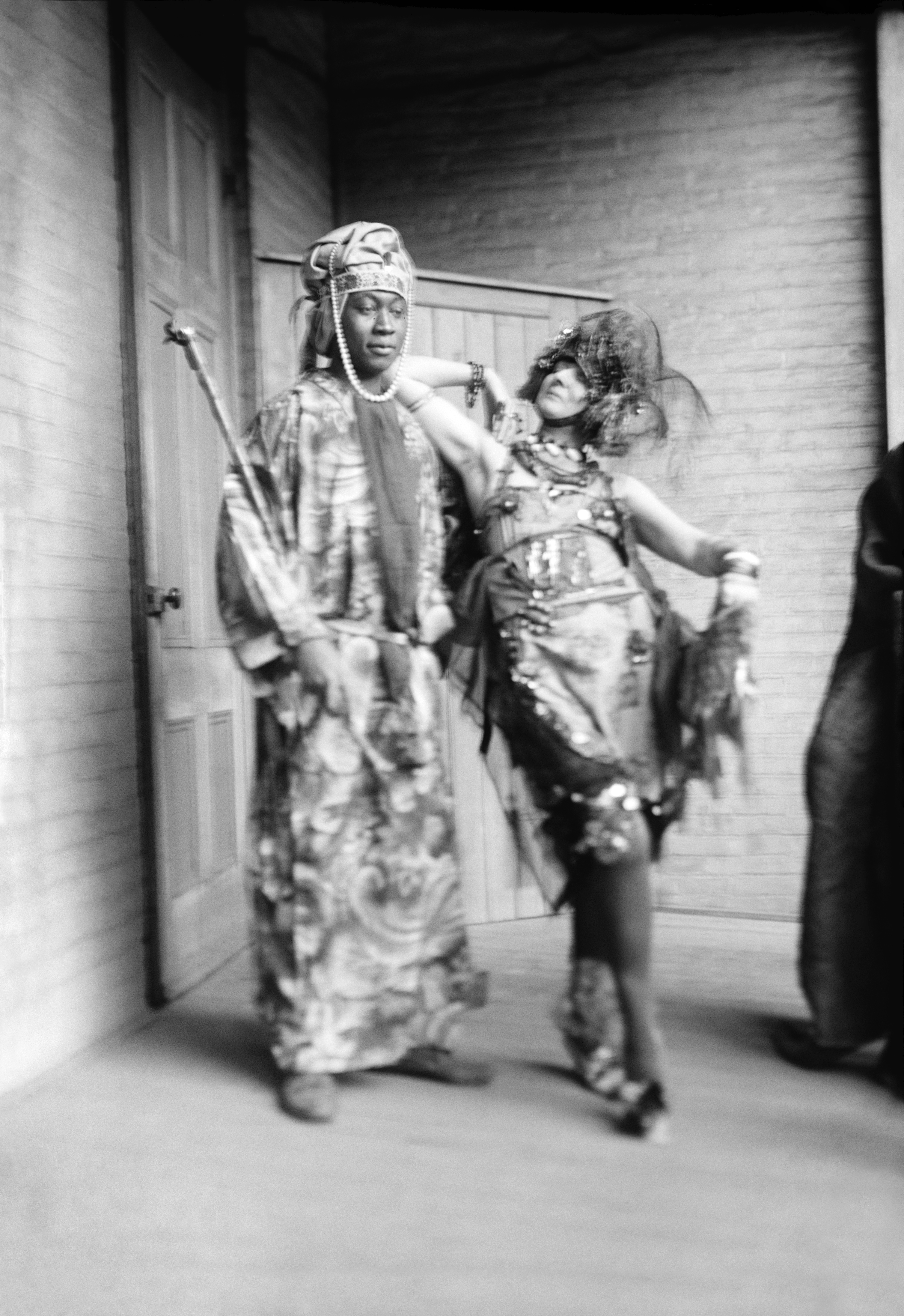

Instalada en Nueva York y ya separada de Leopold, Elsa trabajó como modelo para artistas como Louis Bouché, George Biddle, George Grantham y Theresa Bernstein. Así conoció a Djuna Barnes, Man Ray y Marcel Duchamp, con quienes tuvo una relación personal y artística intensa. Mantuvo una estrecha amistad con la fotógrafa Berenice Abbott, de quien realizó varios retratos dadaístas que en realidad son poemas visuales, (Dada Portrait Berenice Abbot, 1923-26, MoMA). Allí también fue donde comenzó su dedicación completa al arte en todas sus formas y lo abrazó como forma de vida. La revista The Little Review la presentaba como “la única persona viviente en el mundo que se viste Dadá, ama Dadá y vive Dadá”. Para Jane Heap, Elsa fue la "primera dadá estadounidense". Esculpía, escribía poesía vanguardista -en ocasiones ilustrada con dibujos- y realizaba performances callejeras.

#### Poesía
Elsa von Freytag-Loringhoven empezó a publicar sus poemas en la revista The Little Review, la revista publicada por Margaret Anderson, a partir de 1918, donde también se publicaban capítulos del libro Ulises de James Joyce. Fue pionera en la poesía fonética, creó poemas en verso libre y composiciones tales como “Kissambushed” y “Phalluspistol", poemas en miniatura. La mayoría de sus poemas estuvieron inéditos hasta que se publicó en 2011 el libro Body Sweats: The Uncensored Writings of Elsa von Freytag-Loringhoven, considerado según el diario The New York Times como uno de los libros de arte más notables del año. Después de su muerte, Djuna Barnes, quien fue su editora, agente literaria, biógrafa, colaboradora artística y amante, conservó sus papeles personales. La biblioteca de la Universidad de Maryland adquirió su archivo en 1973, conformados por correspondencia personal y poemas visuales, entre otras piezas artístico-literarias, y ha digitalizado gran parte de ellos.

#### Arte y performance
La baronesa también realizó esculturas y pinturas en forma de ensamblajes artísticos (o assemblages), además de diseñar vestuario. Creaba su arte a partir de objetos encontrados; obtenía los materiales de la basura y los desechos que recolectaba de la calle -a veces también los robaba-, buscando así borrar las fronteras entre arte y vida.
Existen pocas piezas artísticas de la baronesa al día de hoy. Algunas de ellas son Enduring Ornament (1913), Earring-Object (ca. 1917-1919), Cathedral (ca. 1918) y Limbswish (ca. 1920). Su Retrato de Marcel Duchamp, redescubierto por el Museo Whitney de Nueva York en 1996, es otro ejemplo de arte ready-made.
La baronesa es la creadora del ready-made y no Duchamp, como habitualmente se cree, ya que la primera obra de este tipo atribuida al francés, Bottle rack, data de 1914, un año después de Enduring Ornament. Incluso libros como Baroness Elsa (2002) de Irene Gammel manejan la hipótesis de que la baronesa participó en la creación de Fuente (1917), ya que Duchamp escribió en una carta dirigida a su hermana, la pintora Suzanne Duchamp:
“Una de mis amigas, bajo el seudónimo masculino de Richard Mutt, envió un urinario de porcelana como escultura. No era para nada indecente -no había razón para rechazarlo. El comité ha decidido rechazarlo para mostrar esta cosa. ("One of my female friends under a masculine pseudonym Richard Mutt sent in a porcelain urinal as a sculpture. It was not at all indecent—no reason for refusing it. The committee has decided to refuse to show this thing").

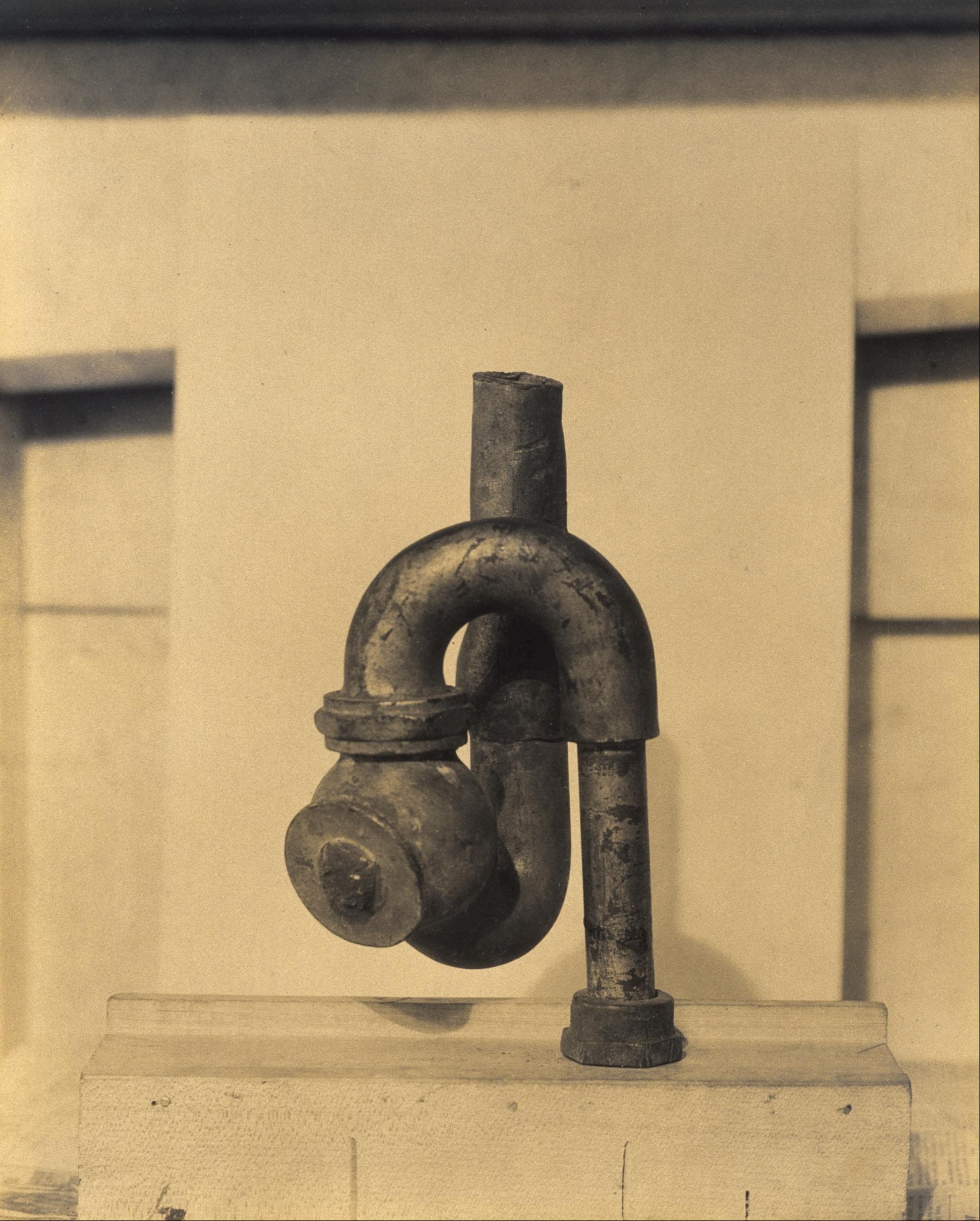
"Dios" (1917) de Elsa von Freytag-Loringhoven y Morton Schamberg.

La exposición era la de la Sociedad de Artistas Independientes. Duchamp no identifica en la carta a su amiga, pero se han propuesto tres candidatos: una alter ego femenina de Duchamp, Rrose Sélavy, Elsa von Freytag-Loringhoven, o Louise Norton (una poeta dadaísta y amiga cercana de Duchamp, luego casada con el compositor francés de vanguardia Edgard Varèse), quien contribuyó con un ensayo para The Blindman defendiendo Fuente, y cuya dirección es parcialmente discernible en el papel billete en la fotografía de Alfred Stieglitz. La tesis de la autoría de la baronesa defendida por la autora de su biografía, Irene Gammel, ha sido desestimada por otros expertos.
Algunas obras atribuidas a otros artistas de la época en realidad pertenecen a Elsa von Freytag-Loringhoven. El Museo de Arte de Filadelfia, que alberga la obra "Dios" (1917) atribuida únicamente al artista Morton Livingston Schamberg, en su colección, reconoce a la baronesa como coautora de la pieza. El crítico Francis Naumann argumenta, a partir de las obras que sí se sabe que pertenecen a Elsa, que probablemente fue la baronesa la que ideó combinar los elementos de la escultura (una pieza de tubería de hierro colocada al revés sobre una caja de ingletes de madera) y le dio el título.  Schamberg la armó y la fotografió. 
Von Freytag-Loringhoven también era conocida por hacer performances en la calle, frecuentemente desnuda o vestida con objetos extraños. Se presentaba en la redacción de The Little Review rapada, con la cabeza pintada de rojo y cuando se quitaba la capa se quedaba completamente desnuda. Fue arrestada algunas veces por exhibición indecente.

### Últimos años
En 1923, Von Freytag-Loringhoven volvió a Berlín, pero se encontró con una ciudad devastada después de la Primera Guerra Mundial. Aun así, se quedó allí, sin un centavo y en un estado de salud al borde de la locura. Algunas amigas, como Djuna Barnes, Berenice Abbott y Peggy Guggenheim, la ayudaban económicamente y le ofrecían apoyo emocional.
La baronesa murió el 14 de diciembre de 1927 en su departamento de París por inhalación de gas, en circunstancias poco claras. Pudo ser un accidente, aunque también podría haberse tratado de un suicidio. Está enterrada en el cementerio de Père Lachaise en París.
En la primavera de 1927 había escrito a Bidelle fantaseando sobre su funeral: "En mi funeral podéis ahorrar -no estoy interesada en los trastos- a no ser que pudiera ser embalsamada con una bella concha de una excepcional reina -y no te importo lo suficiente para hacer eso- así que mejor envíame a una universidad de medicina y envía a Djurna Barnes a recoger las ganancias, lo podría necesitar en ese momento." En enero de 1928 tuvo lugar el funeral, unas dos semanas después de su muerte, en la zona más económica del cementerio Père Lachaise. Ese mismo día Djurna Barnes, Thelma Wood y otras mujeres quisieron asistir a este acto final, pero como no encontraban el lugar se fueron a un bar y se emborracharon.

## Legado
Elsa von Freytag-Loringhoven fue "uno de los personajes más característicos y el Terror de Greenwich Village", según cuenta su primera biógrafa, Djuna Barnes, quien sin embargo no pudo terminar el libro. La biografía más completa y mejor documentada es la que escribió Irene Gammel, que expone el brillo artístico y el espíritu vanguardista de la baronesa. También explora la relación personal y artística que tuvo con Djuna Barnes, Berenice Abbott y Jane Heap, así como con Duchamp, Man Ray y William Carlos William. Muestra a Elsa como transgresora de todos los límites eróticos y de performance artística, pero además "no como una santa o una desquiciada, sino como una mujer genial que estaba sola en el mundo", tal como la describió su amiga Emiliy Coleman.
En 1943, una obra suya fue incluida en la exposición de Peggy Guggenheim titulada The Exhibition by 31 Women en la galería Art of This Century en Nueva York.
En 2013, las artistas Lily Benson y Cassandra Guan dieron a conocer el documental The Filmballad of Mamadada, una biografía experimental en donde se cuenta la vida de Elsa von Freytag-Loringhoven con aportes de cincuenta actores, actrices y directores de cine de todo el mundo. El film se estrenó en el Festival Internacional de Cine Documental de Copenhague y viajó por diversos festivales de cine del mundo. Se realizó gracias a donaciones de patrocinadores por Kickstarter.
La novela Holy Skirts, de Rene Steinke, finalista del premio Premio Nacional del Libro de 2005, está basada en la vida de Elsa von Freytag-Loringhoven. Toma su título de uno de sus poemas.